# Wellesley College
A Wellesley College é uma faculdade liberal para mulheres estadunidense, situada em Wellesley, Massachusetts, que funciona desde 1875, fundada por Henry Fowle Durant e sua esposa Pauline Fowle Durant. 
Segundo os dados do "U.S. News and World Report", ocupava em 2010 o quarto lugar entre as melhores instituições de terceiro grau liberais no campo de artes. Entretanto, no ranking da Revista Forbes de 2008 para as melhores universidades dos EUA ocupava a oitava posição. No ranking de 2009 a Forbes elevou-a para a sexta posiçao, à frente de tradicionais instituições como Yale e Stanford.